# 小行星8572
小行星8572（英語：8572 Nijo）是一颗围绕太阳公转的小行星。1996年10月19日，亚娜·季哈、米洛什·季希在克列特发现了此天体。
这颗小行星的绝对星等为153.81111等。